# Nepal ai XXI Giochi olimpici invernali
Il Nepal ha partecipato ai XXI Giochi olimpici invernali di Vancouver, che si sono svolti dal 12 al 28 febbraio 2010, con una delegazione di un atleta.

## Sci di fondo
| Gara                   | Atleta          | Tempo d'arrivo | Posizione |
| ---------------------- | --------------- | -------------- | --------- |
| 15 km a tecnica libera | Dachhiri Sherpa | 44'26"5        | 92        |